# Le Livre écorné de ma vie
Le Livre écorné de ma vie (titre original : Dog-Eared Paperback of my Life) est un roman court fantastique de Lucius Shepard paru en 2009 puis traduit en français et publié aux éditions Le Bélial' en 2021.

## Résumé
Thomas Cradle est un écrivain reconnu, son succès lui conférant de très beaux revenus. Un jour, il déniche sur Amazon un livre écrit par un homonyme. Ce livre, qui est un récit autobiographique relatant un voyage en Asie du Sud-Est, commence à obséder Thomas. Il décide quelque temps après d'entreprendre un voyage identique, à savoir descendre le fleuve Mékong entre le Cambodge et le Viêt Nam. Il va découvrir que son alter ego écrivain n'est pas le seul de ses homonymes à entreprendre un tel voyage...